# 올라프 요하네센
올라프 요하네센(덴마크어: Olaf Johannessen, 1961년 7월 8일 ~ )은 덴마크의 배우이다.